# Suno AI
Suno AI, kurz Suno, ist ein generatives Programm zur Erstellung von Musik mit Künstlicher Intelligenz. Es ist in der Lage, aus einer Mischung von Gesang und Instrumenten bis zu vier Minuten lange Songs zu generieren, zudem besteht die Möglichkeit Instrumentalstücke generieren zu lassen. Seit dem 20. Dezember 2023 ist es durch eine Webanwendung frei verfügbar, zudem besteht eine Partnerschaft mit Microsoft, so ist ein Plug-in für den Chatbot Microsoft Copilot verfügbar.
Das Programm erstellt Songs basierend auf Prompts, die vom Nutzer eingegeben werden. Liedtexte können selber eingegeben werden, es besteht zudem die Möglichkeit, diese vom Programm generieren zu lassen.

## Geschichte
Suno wurde von vier Personen gegründet: Michael Shulman, Georg Kucsko, Martin Camacho und Keenan Freyberg. Sie alle arbeiteten für Kensho, ein KI-Startup, bevor sie ihr eigenes Unternehmen in Cambridge (Massachusetts) gründeten.
Die erste Version von Suno wurde am 20. Dezember 2023 veröffentlicht, mit der Benutzer zuerst über den Instant-Messaging-Dienst Discord interagieren konnten. Am 21. März 2024 wurde das Modell v3 kostenlos für alle Benutzer veröffentlicht. Am 30. Mai 2024 wurde das Modell v3.5 frei zugänglich gemacht. Mit dem neuen Modell können bis zu vier Minuten lange Songs generiert werden. Gegen Bezahlung sind zusätzliche Funktionen und höhere monatliche Limits für die Generierung von Songs verfügbar. Am 19. November wurde das Modell v4.0 veröffentlicht. Die neueste Version 4.5 von Suno erschien am 1. Mai 2025, ist aber vorerst nur für bezahlende Kunden verfügbat.
Am 1. Juli 2024 veröffentlichten die Entwickler eine App von Suno AI für iOS, die jedoch zuerst nur in den Vereinigten Staaten verfügbar war. Seit dem Herbst 2024 wird Suno auch in Deutschland auf iOS und Android angeboten.

## Kritik
Suno legt den Datensatz, der für das Training seiner künstlichen Intelligenz verwendet wird, nicht offen. Der Mitgründer Michael Shulman behauptet, dass die Herangehensweise „legal“ und „ziemlich ähnlich zu der anderer“ sei. Laut dem ehemaligen Audio-Chefentwickler der Firma Stability AI, Ed Newton Rex, lassen sich mit Suno Songs generieren, die die Stimmen sowie die Melodie von echten Musikern und Liedern enthalten. Obwohl Suno Prompts mit Künstlernamen blockiert, lässt sich dies Rex zufolge durch Rechtschreibfehler umgehen.
Am 21. Januar 2025 reichte die GEMA Klage gegen Suno ein. Beim Training seien wiederholt bekannte Werke genutzt worden, ohne die Künstler zu bezahlen.